# هوالبين
هوالبين (بالإسبانية: Hualpén)‏ هي مدينة وبلدية في تشيلي تنتمي إلى محافظة كونثبثيون في إقليم بيو بيو . وهي جزء من كونسبسيون الكبرى . تمتد على مساحة 53.5 كم2 (21 ميل مربع).